# Scituate (Massachusetts)
Pour les articles homonymes, voir Scituate.
Scituate est une ville côtière dans le comté de Plymouth, Massachusetts, États-Unis, à mi-distance entre Boston et Plymouth.  Elle comptait 18 133 habitants lors du recensement de 2010. Il s'agit de la ville la plus irlandaise des États-Unis avec 47,5 % d'Américains d'origine irlandaise.

## Histoire
Scituate a été fondée par un groupe d'habitants de Plymouth vers 1627. Ils furent rejoints par les immigrants venant du comté de Kent en Angleterre. Initialement rattachée à Plymouth, une municipalité indépendante fut établie en 1636.

## Jumelage
- Sucy-en-Brie ( France)

## Personnalités liées à la commune
- Inez Haynes Irwin (1873-1970), romancière américaines, y a vécu une partie de sa vie.
- Paula Harper (1930-2012), historienne de l'art
- Conor Garland (1996-), joueur de hockey sur glace des Coyotes de l'Arizona.

## Source
- (en) Cet article est partiellement ou en totalité issu de l’article de Wikipédia en anglais intitulé « Scituate, Massachusetts » (voir la liste des auteurs).